# Stargazing (Kygo)
Stargazing is een nummer van de Noorse dj Kygo uit 2017, ingezongen door de Amerikaanse zanger Justin Jesso. Het is de derde en laatste single van zijn gelijknamige ep.
"Stargazing" werd een hit in Europa. In Kygo's thuisland Noorwegen haalde het de nummer 2-positie. In de Nederlandse Top 40 schopte het nummer het tot de 3e positie, maar in de Vlaamse Ultratop 50 had het met een 36e positie minder succes dan in Nederland.

## Filharmonische uitgave
Ook is er een Filharmonische uitgave van het nummer uitgebracht in samenwerking met het 'Bergen Philharmonic Orchestra' uit Noorwegen. Hierin speelt Kygo de pianopartij, zingt Justin Jesso het nummer 'Stargazing' en begeleid het orkest.